# Christopher Wilkinson
Pour les articles homonymes, voir Wilkinson.
Christopher Wilkinson est un scénariste et un producteur américain né le 29 mars 1950 à New York (État de New York).

## Filmographie
- 1987 : Cinglée de Martin Ritt (scénario, non crédité)
- 1991 : For the Boys de Mark Rydell (producteur associé)
- 1995 : Nixon d'Oliver Stone (scénario)
- 2001 : Ali de Michael Mann (scénario)
- 2006 : Copying Beethoven de Agnieszka Holland (scénario et production)
- 2014 : Virtuosity[1],[2] (scénario et réalisation)
- 2014 : Le Prodige (Pawn Sacrifice) d'Edward Zwick (scénario et production)
- 2014 : The Miles Davis Documentary (scénario, réalisation et production)
- 2019 : Gemini Man d'Ang Lee (non crédité)
- 2026 : The Dog Stars de Ridley Scott

## Nominations
- Oscars du cinéma 1996 : Oscar du meilleur scénario original pour Nixon